# Alexander Larín
Alexander Vidal Larín Hernández (San Salvador, 27 de junio de 1992) es un futbolista salvadoreño, naturalizado guatemalteco. Juega como lateral izquierdo y su equipo actual es el Club Deportivo Hércules de la Liga Mayor de El Salvador. También, es internacional con la selección de fútbol de El Salvador.

## Trayectoria

### Tigres UANL
Fue fichado por los Tigres dado que era considerado una promesa del fútbol salvadoreño. 
Los dirigentes lo vieron como un proyecto a futuro que pudiera ser elegible para el primer equipo, al no tener espacio en la fuerte plantilla decidieron prestarlo para monitorear su mejoría futbolista desde 2014 fueron cediéndolo a varios clubes.

### Herediano
"Cacho" se fue cedido al Herediano teniendo la oportunidad de proclamarse campeón en su primera temporada en la Liga de Costa Rica. 
En la final por el título Larín fue titular, Jugando todo el encuentro; el partido se fue hasta tiempo extra tras terminar igualado en los 90 minutos con marcador de 1-1. El juego terminó igualado al final de los 120 minutos 2-2. Con el global de 3-3, Herediano y Alajuelense se fueron a la definición por penales, donde Larín falló el primer tiro. En la tanda regular quedaron 2-2. Tuvo que definirse en muerte súbita.

### FC Juárez
Luego de ser campeón en la Liga tica, se hizo oficial el pase de Larín a los "Bravos de Juárez" de Ascenso MX donde sumó 10 partidos y 420 minutos en el torneo.
Logró llevar al equipo hasta la final sin embargo esta vez le tocó mirarla desde el banco de suplentes, Álex Larín vio cómo su equipo, el FC Juárez, se coronó campeón tras liquidar al Atlante. Los "Bravos" de Ciudad Juárez hicieron valer su condición de local y golearon a los Potros de Hierro del Atlante por 3-0 en la Final de Vuelta del Apertura 2015 en el Ascenso MX, pero lo más importante es que obtuvieron medio boleto para ascender a la Liga MX.
El salvadoreño logró su segundo título del año 2015 tras haber sido campeón con Herediano de Costa Rica en el pasado Clausura 2015.

### Regreso a Deportivo FAS
Luego de que FC Juárez no necesitara más de sus servicios regreso al fútbol de su país, con el equipo que lo llevó al exterior.

### Regreso al Alianza
Después que el "Cacho" Larín no renovara con el Comunicaciones Fútbol Club, se rumoreaba que Larín ficharía por el FAS, 
pero después de la espera, el club Alianza contrató a Alex Larín gratis (por el Agente Libre) y se mantuvo en el club hasta el 25 de agosto de 2023.

### Fichaje por el Águila
En 2023, después de su salida del Alianza, el equipo emplumado decidió fichar al lateral de 31 años para formar parte del club, y en la actualidad sigue jugando para ellos.

## Selección nacional
Ha participado en la Selección de fútbol de El Salvador disputando el Preolímpico de Londres 2012 con la selección Sub-23, aunque no pudo jugar los últimos 2 partidos por la expulsión sufrida ante Estados Unidos.
Con la mayor ha participado en la clasificación de Concacaf para la Copa Mundial de Fútbol de 2014, 2018 y 2022; Copa Centroamericana 2013 y 2014, Copa de Oro de la Concacaf 2013 y 2015.

## Clubes
Actualizado al último partido jugado el 11 de mayo de 2025.
| Club Deportivo Atlético Marte · El Salvador                | 1.ª                 | 2011-12             | 22  | 4  | - | - | -  | - | 22  | 4  |
| Club Deportivo Atlético Marte · El Salvador                | Total               | Total               | 22  | 4  | 0 | 0 | 0  | 0 | 22  | 4  |
| Club Deportivo FAS · El Salvador                           | 1.ª                 | 2012-13             | 32  | 4  | - | - | 2  | 0 | 34  | 4  |
| Club Deportivo FAS · El Salvador                           | 1.ª                 | 2013-14             | 38  | 16 | - | - | -  | - | 38  | 16 |
| Club Deportivo FAS · El Salvador                           | Total               | Total               | 70  | 20 | 0 | 0 | 2  | 0 | 72  | 20 |
| Club Sport Herediano · Costa Rica                          | 1.ª                 | 2014-15             | 28  | 1  | - | - | 4  | 0 | 32  | 1  |
| Club Sport Herediano · Costa Rica                          | Total               | Total               | 28  | 1  | 0 | 0 | 4  | 0 | 32  | 1  |
| Fútbol Club Juárez · México                                | 2.ª                 | 2015                | 10  | 1  | - | - | -  | - | 10  | 1  |
| Fútbol Club Juárez · México                                | Total               | Total               | 10  | 1  | 0 | 0 | 0  | 0 | 10  | 1  |
| Club Deportivo FAS · El Salvador                           | 1.ª                 | 2016                | 15  | 6  | - | - | -  | - | 15  | 6  |
| Club Deportivo FAS · El Salvador                           | Total               | Total               | 15  | 6  | 0 | 0 | 0  | 0 | 15  | 6  |
| Alianza Fútbol Club · El Salvador                          | 1.ª                 | 2016-17             | 46  | 9  | - | - | 3  | 1 | 49  | 10 |
| Alianza Fútbol Club · El Salvador                          | 1.ª                 | 2017-18             | 42  | 4  | - | - | 4  | 1 | 46  | 5  |
| Alianza Fútbol Club · El Salvador                          | Total               | Total               | 88  | 13 | 0 | 0 | 7  | 2 | 95  | 15 |
| Comunicaciones Fútbol Club · Guatemala                     | 1.ª                 | 2018-19             | 3   | 0  | - | - | -  | - | 3   | 0  |
| Comunicaciones Fútbol Club · Guatemala                     | Total               | Total               | 3   | 0  | 0 | 0 | 0  | 0 | 3   | 0  |
| Alianza Fútbol Club · El Salvador                          | 1.ª                 | 2019-20             | 25  | 3  | - | - | 5  | 0 | 30  | 3  |
| Alianza Fútbol Club · El Salvador                          | Total               | Total               | 25  | 3  | 0 | 0 | 5  | 0 | 30  | 3  |
| Asociación Deportiva Isidro Metapán · El Salvador          | 1.ª                 | 2020                | 9   | 2  | - | - | -  | - | 9   | 2  |
| Asociación Deportiva Isidro Metapán · El Salvador          | Total               | Total               | 9   | 2  | 0 | 0 | 0  | 0 | 9   | 2  |
| Club Social y Deportivo Xelajú Mario Camposeco · Guatemala | 1.ª                 | 2021                | 12  | 1  | - | - | -  | - | 12  | 1  |
| Club Social y Deportivo Xelajú Mario Camposeco · Guatemala | Total               | Total               | 12  | 1  | 0 | 0 | 0  | 0 | 12  | 1  |
| Comunicaciones Fútbol Club · Guatemala                     | 1.ª                 | 2021-22             | 38  | 2  | - | - | 13 | 1 | 51  | 3  |
| Comunicaciones Fútbol Club · Guatemala                     | 1.ª                 | 2022                | 16  | 1  | - | - | 2  | 0 | 18  | 1  |
| Comunicaciones Fútbol Club · Guatemala                     | Total               | Total               | 54  | 3  | 0 | 0 | 15 | 1 | 69  | 4  |
| Alianza Fútbol Club · El Salvador                          | 1.ª                 | 2023                | 18  | 3  | - | - | -  | - | 18  | 3  |
| Alianza Fútbol Club · El Salvador                          | Total               | Total               | 18  | 3  | 0 | 0 | 0  | 0 | 18  | 3  |
| Club Deportivo Águila · El Salvador                        | 1.ª                 | 2023-24             | 35  | 1  | - | - | -  | - | 35  | 1  |
| Club Deportivo Águila · El Salvador                        | 1.ª                 | 2024-25             | 28  | 2  | - | - | 8  | 0 | 36  | 2  |
| Club Deportivo Águila · El Salvador                        | Total               | Total               | 63  | 3  | 0 | 0 | 8  | 0 | 71  | 3  |
| Club Deportivo Hércules · El Salvador                      | 1.ª                 | 2025-26             |     |    |   |   |    |   |     |    |
| Club Deportivo Hércules · El Salvador                      | Total               | Total               | 0   | 0  | 0 | 0 | 0  | 0 | 0   | 0  |
| Total en su carrera                                        | Total en su carrera | Total en su carrera | 417 | 60 | 0 | 0 | 41 | 3 | 458 | 63 |
| (2) No incluye goles en partidos amistosos.                |                     |                     |     |    |   |   |    |   |     |    |

Segunda División de El Salvador
| Club                          | País        | Año         |
| ----------------------------- | ----------- | ----------- |
| Turín FESA Fútbol Club        | El Salvador | 2005 - 2008 |
| Club Deportivo El Roble       | El Salvador | 2009        |
| Club Deportivo Atlético Marte | El Salvador | 2010 - 2011 |

### Selección nacional
| Selección                                      | Año                 | Partidos | Goles |
| ---------------------------------------------- | ------------------- | -------- | ----- |
| El Salvador Sub-20                             |                     |          |       |
| 2010                                           | 4                   | 0        |       |
| El Salvador Sub-23                             |                     |          |       |
| 2011                                           | 2                   | 0        |       |
| 2012                                           | 3                   | 0        |       |
| Total en su carrera                            | Total en su carrera | 9        | 0     |
| El Salvador                                    |                     |          |       |
| 2012                                           | 4                   | 0        |       |
| 2013                                           | 3                   | 0        |       |
| 2014                                           | 11                  | 2        |       |
| 2015                                           | 13                  | 1        |       |
| 2016                                           | 8                   | 1        |       |
| 2017                                           | 10                  | 0        |       |
| 2018                                           | 1                   | 0        |       |
| 2019                                           | 0                   | 0        |       |
| 2020                                           | 1                   | 0        |       |
| 2021                                           | 18                  | 0        |       |
| 2022                                           | 8                   | 3        |       |
| 2023                                           | 0                   | 0        |       |
| 2024                                           | 7                   | 0        |       |
| Total en su carrera                            | Total en su carrera | 84       | 7     |
| Estadísticas hasta el 15 de noviembre de 2024. |                     |          |       |

## Palmarés
| Título                        | Club                       | País        | Año  |
| ----------------------------- | -------------------------- | ----------- | ---- |
| Torneo Verano 2015            | Club Sport Herediano       | Costa Rica  | 2015 |
| Torneo Apertura 2015          | Fútbol Club Juárez         | México      | 2015 |
| Torneo Apertura 2017          | Alianza FC                 | El Salvador | 2017 |
| Torneo Clausura 2018          | Alianza FC                 | El Salvador | 2018 |
| Torneo Apertura 2019          | Alianza FC                 | El Salvador | 2019 |
| Torneo Apertura 2021          | Alianza FC                 | El Salvador |      |
| Liga Concacaf 2021            | Comunicaciones Fútbol Club | Guatemala   | 2021 |
| Torneo Clausura 2022          | Comunicaciones Fútbol Club | Guatemala   | 2022 |
| Torneo Apertura 2023          | Club Deportivo Águila      | El Salvador | 2023 |
| Supercopa de El Salvador 2024 | Club Deportivo Águila      | El Salvador | 2024 |